# Dilla
Dilla ou Dila é uma cidade localizada na  região de Awdal, Somalilândia, uma república auto-proclamada independente que surgiu no norte da Somália em 1991. Dilla é a capital do distrito de Dilla.
Dilla é habitada pelo clã reer-nuur. Economicamente, Dilla depende da agricultura, uma vez que ela possui a melhor área cultivável da Somalilândia.
- Latitude: 10° 23' 00" Norte
- Longitude: 43° 14' 00" Leste
- Altitude: 732 metros